# 瓦莱 (默尔特-摩泽尔省)
瓦莱（法語：Valhey，法語發音：[valɛ]）是法国默尔特-摩泽尔省的一个市镇，位于该省南部，属于吕内维尔区。

## 地理
瓦莱（48°40'46"N, 6°29'29"E）面积6.23 平方千米，位于法国大東部大區默尔特-摩泽尔省，该省份为法国东北部内陆省份，是洛林的一部分，北邻比利时、卢森堡，北起顺时针与摩泽尔省、下莱茵省、孚日省和默兹省接壤。
与瓦莱接壤的市镇（或旧市镇、城区）包括：阿蒂安维尔、巴泰莱蒙莱博泽蒙、博兹蒙、安维尔欧雅尔、塞尔。

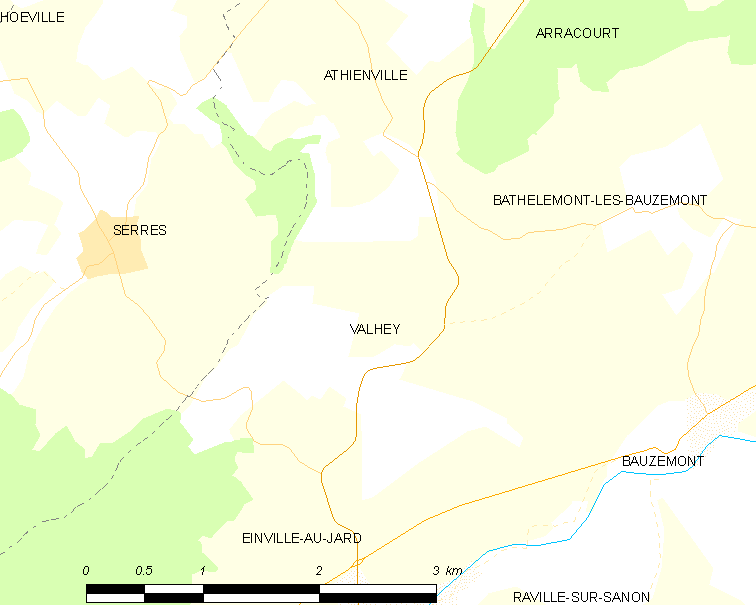
的OSM定位图

瓦莱的时区为UTC+01:00、UTC+02:00（夏令时）。

## 行政
瓦莱的邮政编码为54370，INSEE市镇编码为54541。

## 政治
瓦莱所属的省级选区为吕内维尔第一县。

## 人口

1962-2008年间人口变化图示

瓦莱于2022年1月1日时的人口数量为160人。